# جوجه یانگنیوم
جوجه یانگنیوم (کره‌ای: 양념치킨) انواع مرغ سرخ شده کره ای است که به همراه یک سس شیرین و تند گوچوژنگ، سیر، شکر و سایر ادویه‌ها تهیه شده‌است. این خوراک کره‌ای اغلب در کره جنوبی به عنوان آنجو شناخته می‌شود.
جولیا موسکین، با نویسندگی برای نیویورک تایمز، جوجه یانگنیوم را «آپوتئوز سبک کره ای» مرغ سرخ شده نامید.

## تاریخ
مرغ سرخ شده در دهه ۱۹۷۰ در کره جنوبی محبوب شد. اولین رستوران مرغ سرخ شده در کره جنوبی، مرغ لیم بود که در سال ۱۹۷۷ افتتاح شد.

## آماده‌سازی و سرو
مرغ به صورت تکه‌های خرد شده سرخ شده و به همراه با نمک و پور فلفل سیاه به عنوان چاشنی سرو می‌شود. گاهی اوقات cheonju (شراب برنج) یا پودر کاری را اضافه می‌کنند تا بوی مرغ گرفته شود.